# گوژکوو-ویش
گوژکوو-ویش (به لاتین: Gorzków-Wieś) یک روستا در لهستان است که در گمینا گوژکوو واقع شده‌است.